# طائر الراهب براس
طائر الراهب براسّ (الاسم العلمي: Philemon brassi)، نوع من الطيور التي تتبع فصيلة آكلات العسل. يستوطن غرب بابوا، إندونيسيا.
موائله الطبيعية هي غابات الأراضي المنخفضة الاستوائية أو شبه الاستوائية والمستنقعات. إنهُ مهدد بفقدان موائله.
سُمي هذه النوع بابراس إحياءًا لذكرى عالم النبات الأسترالي ليونارد جون براسّ (1900-1971) الذي كان يعمل في كوينزلاند العشبية.